# Melodifestivalen
Ha az idei nemzeti döntőről szeretnél többet tudni, lásd: Melodifestivalen (2025)
A Melodifestivalen (magyarul: „Dallamfesztivál”) egy évente megrendezett dalverseny, amelyet a svéd közszolgálati műsorszolgáltatók, a Sveriges Television (SVT) és a Sveriges Radio (SR) szerveznek. A verseny Svédország Eurovíziós Dalfesztiválon fellépő indulóját hivatott kiválasztani, és 1959 óta szinte minden évben megrendezésre került. A 2000-es évek elején a Melodifestivalen Svédország legnézettebb televíziós műsora volt. A versenyt rádióban és az interneten is közvetítik. 2012-ben az elődöntők átlagosan 3,3 millió nézőt vonzottak, míg a döntőt több mint négymillióan nézték, ami a teljes svéd lakosság csaknem felét jelenti.
A fesztivál eddig hét eurovíziós győztest és huszonhét top ötös helyezést adott Svédországnak. A Melodifestivalen győzteseit kezdetben kizárólag a szakmai zsűrik választották ki, 1999 óta azonban a közönségszavazás is ugyanolyan súllyal esik latba. A verseny évről évre komoly hatást gyakorol a svéd slágerlistákra.
A 2002-ben bevezetett elődöntők révén a résztvevők száma tizenkettőről harminckettőre emelkedett. Ugyanebben az évben indult el a gyermekek számára létrehozott Lilla Melodifestivalen is. A fesztiválon korábban szinte kizárólag a könnyed, jól hangszerelt popdalok, a helyi szóhasználat szerint a „schlager” műfaj dominált, ezért a svéd sajtó gyakran illette a rendezvényt a „slágerfesztivál” vagy a „schlager-SM” elnevezésekkel. Az esemény kibővítése óta azonban más zenei stílusok is megjelentek, például a rap, a reggae vagy a glam rock. A döntő stockholmi megrendezése számottevő turisztikai vonzerőt jelent a város számára.

## Történet

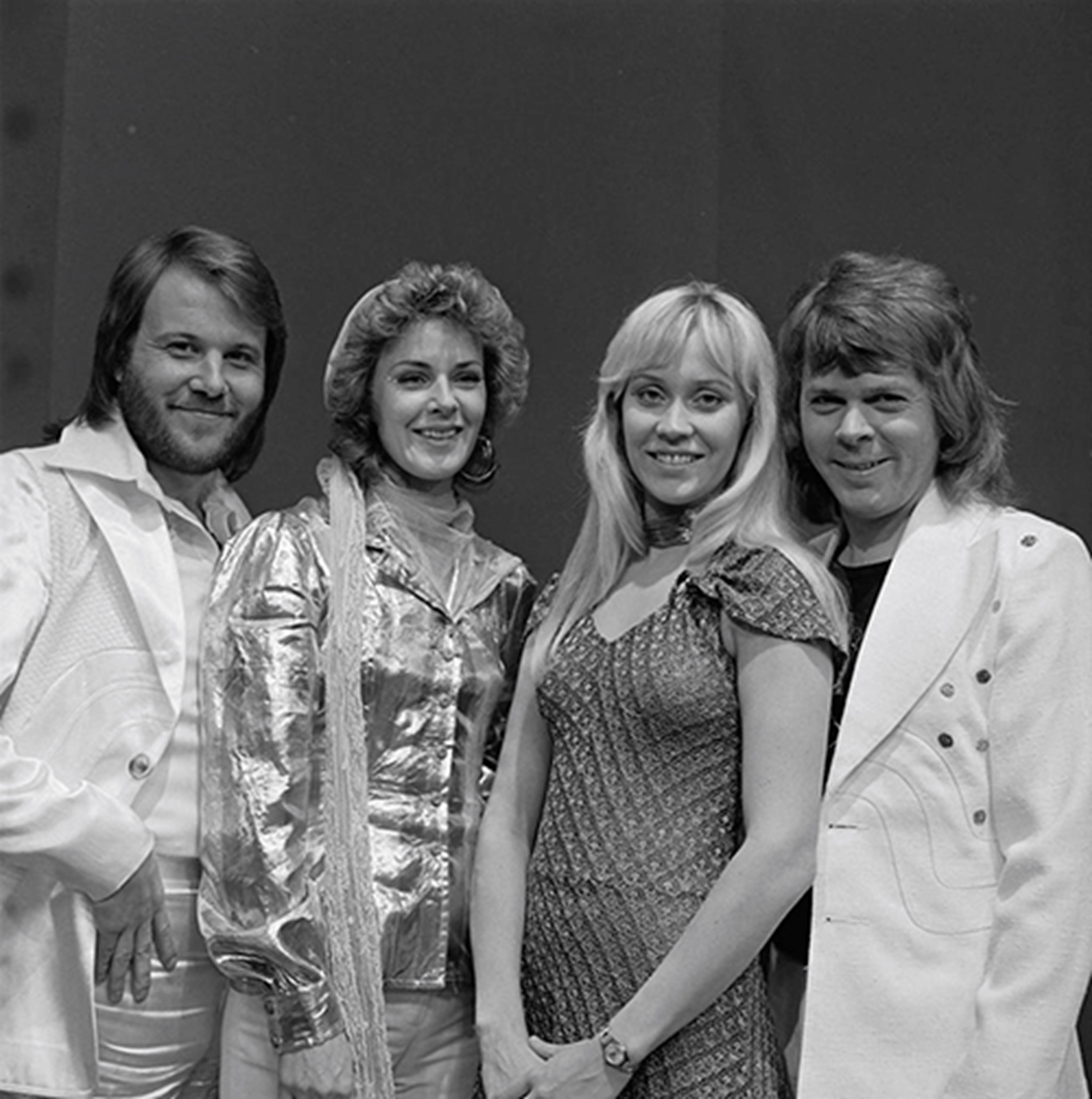
Az 1974-es Melodifestivalen győztese: az ABBA az Eurovíziós Dalfesztiválon

Az első Eurovíziós Dalfesztivált 1956. május 24-én rendezték meg Svájcban, Lugano városában, hét ország részvételével. Svédország először az 1958-as, harmadik versenyen vett részt. Nyilvános válogató nélkül a Sveriges Radio választotta ki az ország képviselőjét, Alice Babs énekesnőt, aki a hollandiai Hilversumban megrendezett döntőben a Samma stjärna lyser för oss två (magyarul: Ugyanaz a csillag ragyog ránk) című dallal lépett fel, amelyet később Lilla stjärna-ra (Kis csillag) neveztek át. A dal a negyedik helyen végzett.
Az első Melodifestivalent 1959. január 29-én rendezték meg a stockholmi Cirkusban, a Säg det med musik (Mondd el zenével) című rádióműsor részeként és nyolc dal részvételével. A győztest négy szakértői zsűri választotta ki: Stockholmból, Göteborgból, Malmőből és Luleåból. A versenyt Siw Malmkvist Augustin című dala nyerte, de az SR úgy döntött, hogy a győztes dalt – függetlenül annak eredeti előadójától – Brita Borg adja majd elő az Eurovíziós Dalfesztiválon. Ez a gyakorlat 1961-ben szűnt meg. A verseny 1960-tól önálló televíziós műsorrá vált, Eurovisionschlagern, svensk final néven. A kezdeti években a műsort a Nordvision hálózaton keresztül Norvégiában és Dániában is sugározták. A Melodifestivalen nevet 1967-ben vette fel a verseny.
A fesztivált fennállása három alkalommal nem rendezték meg. 1964-ben művészek sztrájkja miatt elmaradt a verseny, így Svédország abban az évben nem vett részt a nemzetközi dalfesztiválon. 1970-ben Svédország egy, az északi országok által szervezett bojkott miatt maradt távol, amely az 1969-es négyes holtverseny elleni tiltakozás volt. 1975-ben, miután az SR megrendezte az Eurovíziós Dalfesztivált Stockholmban, baloldali csoportok azt követelték, hogy Svédország ne költsön pénzt egy újabb eurovíziós rendezésre. Ez tömegtüntetésekhez és az Alternativfestivalen nevű antikommersz fesztivál megszervezéséhez vezetett. Ennek hatására Svédország nem vett részt az 1976-os versenyen, de 1977-ben visszatért, és azóta minden alkalommal részt vettek az Eurovíziós Dalfesztiválon.

## Részvétel
A Melodifestivalen indulói között az évtizedek során több száz dal és előadó szerepelt. Bár korábban külföldi szerzők nem vehettek részt a versenyben, 2012-től kezdve lehetőség nyílt erre is, amennyiben svéd szerzővel együttműködésben nyújtották be a pályaművet. A versenyzőknek legalább 16 évesnek kell lenniük az adott év első eurovíziós elődöntőjének napján.
2001-ig a Melodifestivalen egy egynapos esemény volt, öt-tizenkét fellépővel. 1981 és 1998 között időszakosan kétszakaszos szavazási rendszert alkalmaztak, amely során az első körben a legtöbb induló kiesett. Egy elismert előadó számára az, hogy nem jutott tovább a második körbe, komoly presztízsveszteségnek számított: Elisabeth Andreassen 1984-es kiesése majdnem karrierje végét jelentette. A 2002-es reform, amely bevezette a heti elődöntőket, harminckét versenyzőre emelte a mezőny létszámát. Legalább tíz dalnak svéd nyelven kell elhangzania. 2001 óta minden évben megjelenik egy válogatás lemez a verseny dalaiból, 2003 óta pedig DVD-t is kiadnak az elődöntőkről és a döntőről, bár a 2010-es évektől a digitális letöltés és streaming térhódítása miatt DVD-k már nem készülnek.
A Melodifestivalen karrierindítóként is szolgált olyan előadók számára, mint az ABBA, Tommy Körberg vagy Lisa Nilsson. A versenyen külföldi előadók is felléptek, például Baccara, Alannah Myles, Katrina Leskanich, Cornelis Vreeswijk, Margaret, Marcus & Martinus és a KAJ. Több résztvevő más országokat is képviselt vagy próbált képviselni az Eurovíziós Dalfesztiválon. Bár a hazai siker gyakori, a nemzetközi áttörés ritka. A verseny azonban annyira meghatározó a svéd zenei piacon, hogy a győzelem nélkül is jelentős sikerek érhetők el. Például a Loa Falkman által előadott Symfonin, amely 1990-ben utolsó lett a döntőben, feljutott a svéd kislemezlista élére. A legutóbbi hasonló eset 2024-ben történt, amikor Fröken Snusk Unga & fria című dala aratott listás sikert. 2007-ben huszonegy dal került fel a Sverigetopplistanra, 2008-ban pedig a döntőt követő héten a toplista első tizenöt helyét a verseny dalai foglalták el.

### A versenyzők kiválasztása
A több ezer beérkező pályamű leszűkítése több mint hét hónapot vesz igénybe. Az SVT a nevezések felét közvetlenül válogatja ki, a másik felét pedig meghívásos alapon vagy a nevezések közül kiválasztva határozza meg. 2012 és 2021 között a huszonnyolcadik induló az SR P4 által szervezett P4 Nästa verseny győztese volt. A pályaművek legalább 10%-ának svéd nyelvűnek kell lennie. A teljes folyamat akár az előző év májusában is megkezdődhet és jellemzően decemberig lezárul.

### Dalok

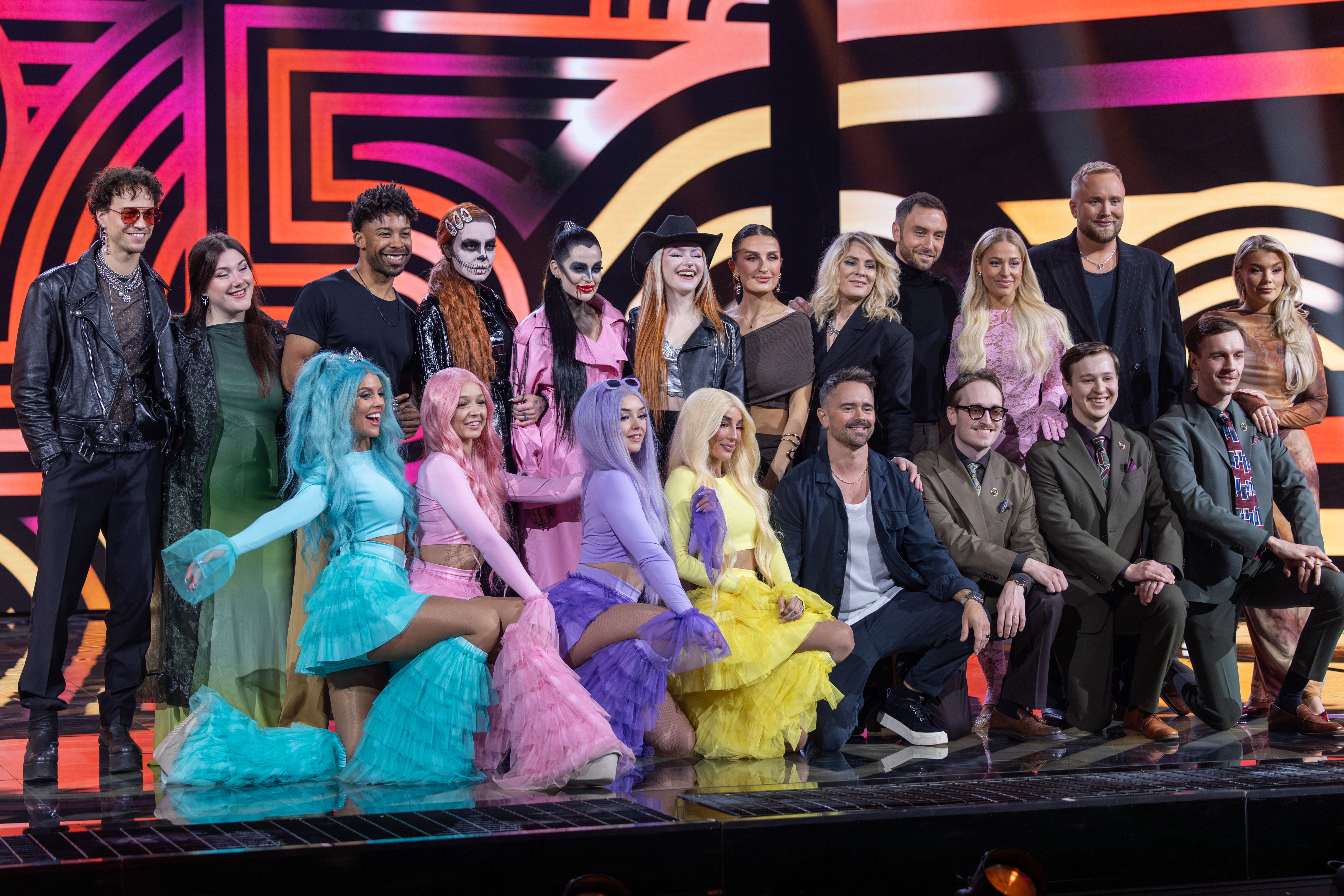
A Melodifestivalen 2025 műsorvezetői és döntősei

Az SVT már kilenc hónappal a Melodifestivalen kezdete előtt, szinte az előző évi Eurovíziós Dalfesztivál befejezése után megkezdi a dalok keresését. A jelentkezési határidő szeptember közepe, és bármilyen nyelvű dalt elfogadnak. Az előválogatás során a dalok hossza legfeljebb három perc húsz másodperc lehet; ha egy dal bekerül a legjobb huszonnyolc közé, le kell rövidíteni három percre, és újrakeverésre is sor kerülhet.
A szűrést a Svéd Zeneműkiadók Szövetsége (SMFF) végzi, amely 2002 óta évről évre több mint háromezer beérkezett dalból szűkíti le a listát körülbelül 1200-ra. A 2009-es válogatásra érkezett 3440 pályamű rekordnak számított. Azóta évente átlagosan 2500 dal érkezik. Az SMFF döntései alapján egy 16 tagú zsűri választja ki a versenybe kerülő dalokat, amely zenei szakemberekből, az SVT munkatársaiból és laikus közönségből áll. A zsűri tagjai a tinédzserektől az ötvenes éveikben járókig terjednek, hogy lefedjenek minden társadalmi csoportot. A döntős dalok szerzőit szeptember végén jelentik be, ezt követően gyakran elindul a találgatás a svéd bulvárlapokban az előadókról. A kiválasztott dalszerzők kötelesek interjút adni, sajtótájékoztatón részt venni, valamint promóciós megjelenések során is elérhetők lenni, ha a daluk bejut a műsorba.

### Előadók és a vigaszágasok
Az SVT választja ki a dalokat előadó művészeket. Az a művész, aki egy dal demóváltozatát rögzíti, automatikusan bekerül a versenybe; köteles fellépni, ha nem találnak megfelelő helyettesítőt. Ha ezt megtagadja, a dal kizárható. Ez a szabály korábban több kizáráshoz vezetett, például Carola När löven faller című dalát 2003-ban, Stephen Simmonds So Good című dalát 2006-ban zárták ki. Az SVT más előadónak is adhat egy dalt, figyelmen kívül hagyva az eredeti előadó érdekeit: ez történt például a Brandsta City Släckers (2004) és Pernilla Wahlgren (2005) esetében is. A kizárt dalok helyére lépő számok vegyes eredményeket értek el: 2006-ban Hannah Graaf Naughty Boy című dala az elődöntője utolsó előtti helyezettje lett, míg Jan Johansen (2002) és Måns Zelmerlöw (2007) helyettes előadóként a döntőbe jutottak, utóbbinak ez indította el a szakmai karrierjét. A versenyzők névsorát november végén hozzák nyilvánosságra. Mivel sok énekes-dalszerző indul, gyakran még a hivatalos bejelentés előtt nyilvánosságra kerül, hogy beválogatták őket a műsorba.
Az ún. wildcard, vagy vigaszágas rendszer 2004-ben került bevezetésre a zenei sokszínűség növelésére. Az SVT négy művészt hívott meg – minden elődöntőbe egyet –, hogy egy szabadon választott dallal nevezzenek. A vigaszágas előadókat januárban jelentették be. Három ilyen meghívott végül győzött is a verseny története során. A rendszert 2013-ban megszüntették.

## Helyszínek

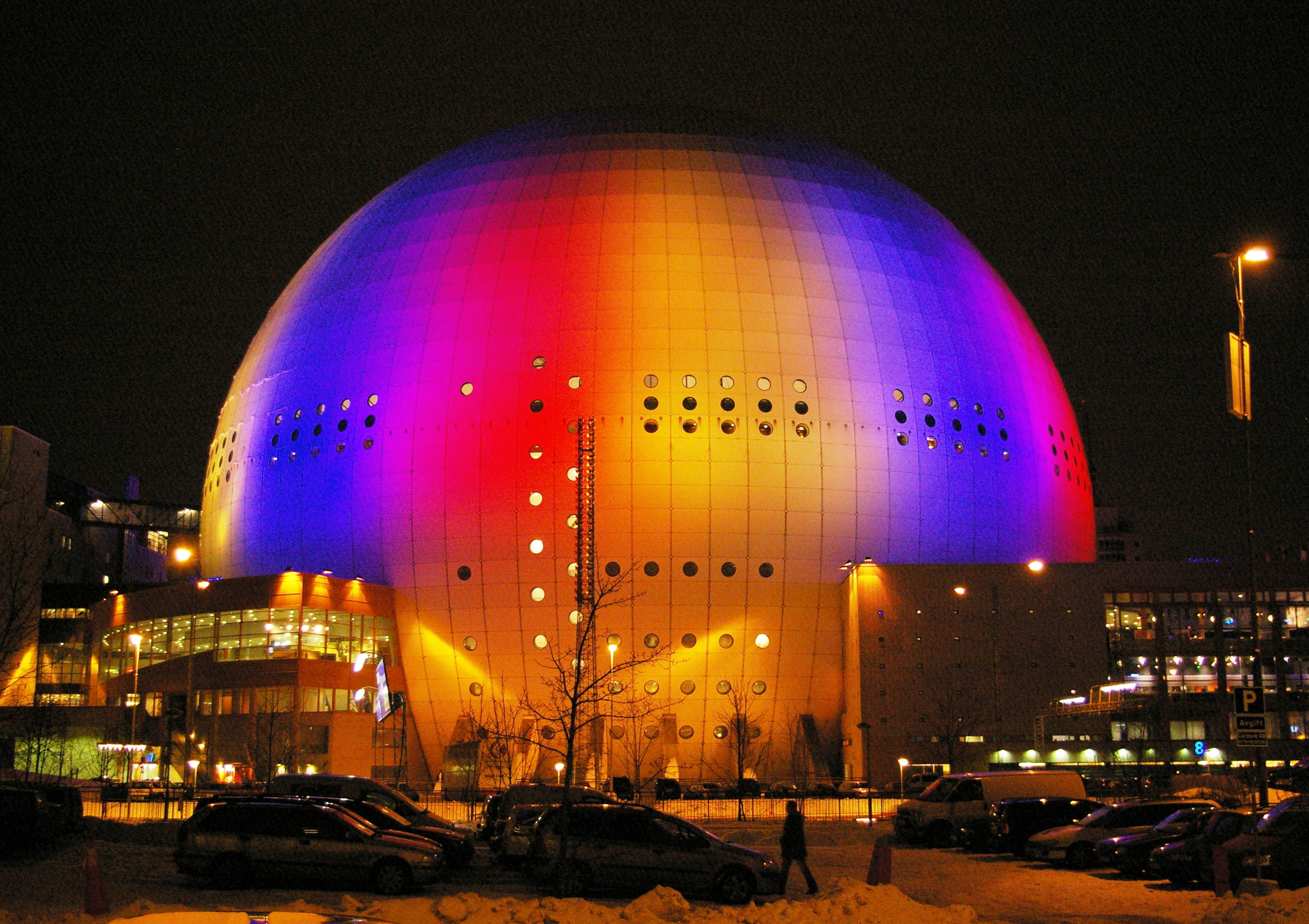
2002 és 2012 között az Avicii Arena adott otthont a műsor döntőinek

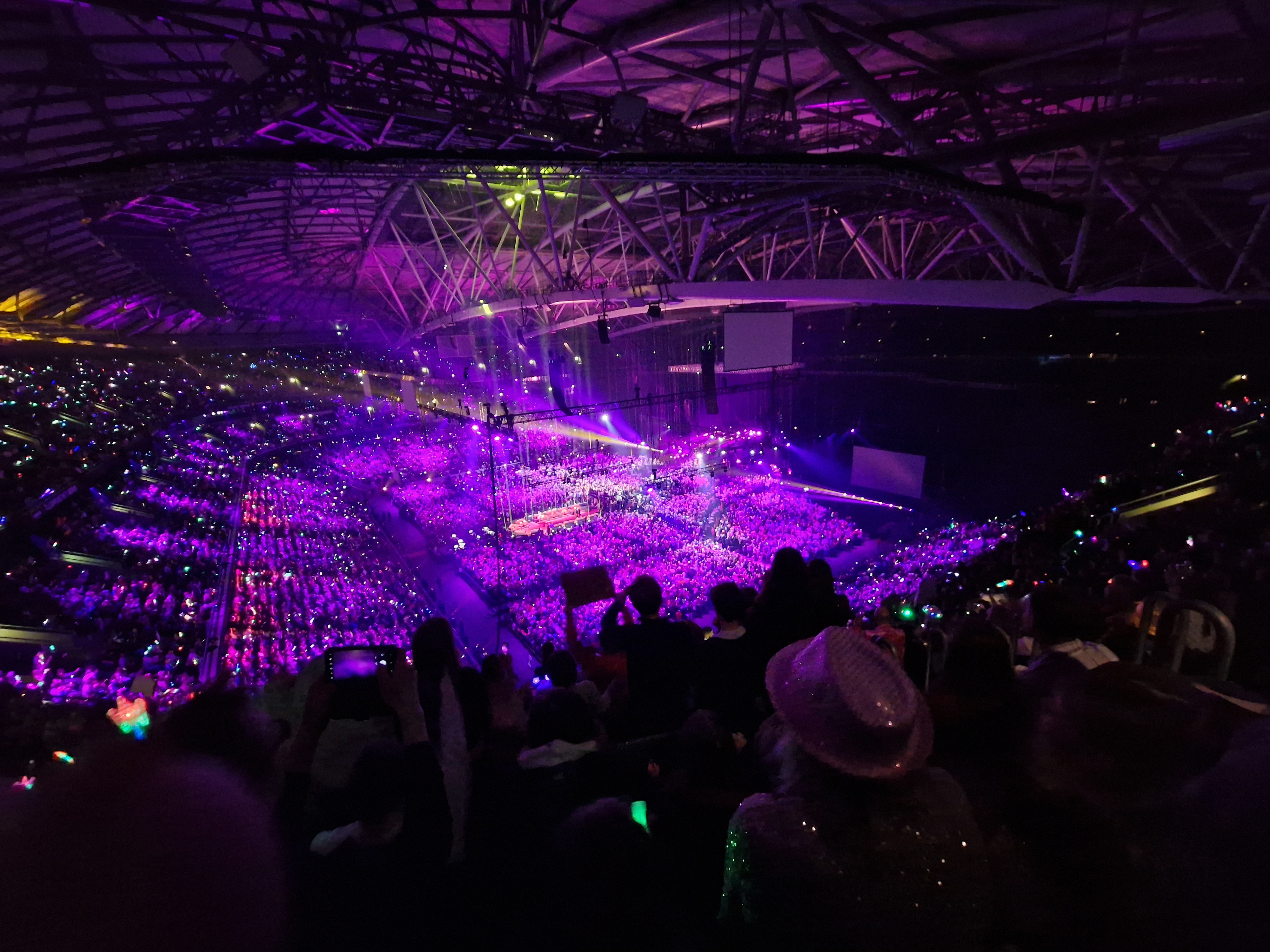
A Strawberry Arena a Melodifestivalen 2023 alatt

A Melodifestivalen aktuális évadának helyszíneit az előző év szeptemberében jelentik be. Az elődöntőket országszerte különböző városokban rendezik. A 16 300 férőhelyes stockholmi Globen (ma: Avicii Arena) 2002-től 2012-ig adott otthont a döntőnek. 2013-tól a döntőt az újonnan épült Friends Arena (ma: Strawberry Arena, Solna) fogadta be. A göteborgi Scandinaviumnak felajánlották a 2005-ös döntő rendezési lehetőségét, de egy jégkorongmérkőzés miatt nem vállalták azt.
A kezdeti években a verseny minden évben a stockholmi Cirkusban zajlott, amely összesen 17 döntőnek adott otthont. Az Avicii Arena hétszer, az SVT stockholmi központja ötször volt házigazda. A verseny először 1975-ben került ki Stockholmból, az SR decentralizációs politikája révén. Összesen 37 döntőt rendeztek a fővárosban, köztük az első tizennégyet. Göteborg nyolcszor, Malmö hétszer volt házigazda. A döntőt e három városon kívül soha nem rendezték meg máshol. A 2002-es változások előtt az előző évi Melodifestivalen házigazda városa adott otthont az Eurovíziós Dalfesztiválnak is egy svéd győzelem esetén: így történt ez 1985-ben (Göteborg), 1992-ben (Malmö) és 2000-ben (Stockholm). 2002 óta csak a göteborgi Scandinavium és a Malmö Aréna rendezett háromnál több elődöntőt. 2008-ban a Második Esély fordulót Kirunában tartották, az északi sarkkörön túl. 2013 óta a döntőt a Strawberry Arena fogadja. 2021-ben a teljes versenyt zárt ajtók mögött rendezték meg a stockholmi Annexetben a Covid19-pandémia miatt. 2022-ben a járvány továbbra is hatással volt a szervezésre: az első három fordulót az Avicii Arenában, a továbbiakat a Strawberry Arenaban tartották meg.

## Televíziós fordulók
A Melodifestivalen hat egymást követő szombaton zajlik, és hat élő adásból áll: öt válogatóból és egy döntőből. A 2024-től érvényes lebonyolítás szerint mind az öt válogatóban hat dal versenyez, melyek közül kettő közvetlenül bejut a döntőbe. Az ötödik válogató végén egy kiegészítő szavazást tartanak, amelynek során a korábbi válogatókból kimaradó dalok közül további kettő juthat tovább, így összesen tizenkét dal alkotja a döntő mezőnyét.

### Válogatók és vigaszágas forduló

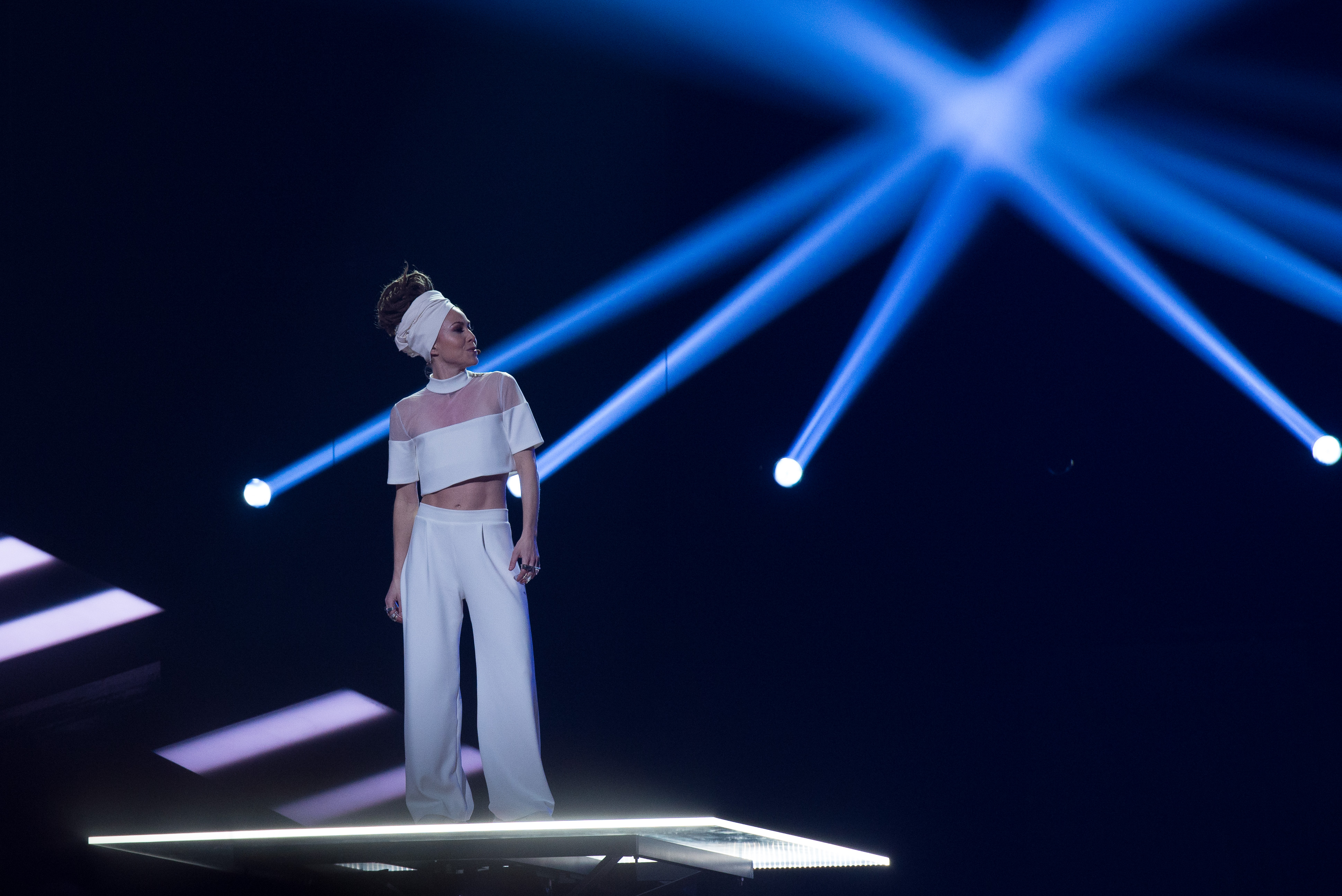
Mariette a Melodifestivalen 2018 döntőjében

A jelenlegi válogatós rendszer (svédül: deltävlingar) 2002-es bevezetése előtt a Melodifestivalen rendszerint egyetlen élő adásból állt. Azóta minden válogatót szombat esténként 20:00-kor sugároznak, és 2024-től kezdődően hat dal versenyez bennük adásonként.
A válogatókban a zsűri nem vesz részt, a továbbjutókat kizárólag a nézői szavazatok döntik el. Az első szavazási kör után a legtöbb szavazatot kapó dal közvetlenül bejut a döntőbe (direkt till finalen), a fennmaradó öt versenyző közül pedig további egy szintén közvetlenül bejut a döntőbe, a harmadik helyezett pedig részt vehet a kiegészítő forduló vigaszágas szavazásán. A két továbbjutó dalt a továbbjutás bejelentését követően újra előadják. A válogatók rendszere hozzájárult ahhoz, hogy az eurovíziós nemzeti válogatók körében is elterjedtek az élő televíziós elődöntők – hasonló struktúra alapján építették fel magát az Eurovíziós Dalfesztivált is 2004-től, amely először egy, majd 2008-tól két elődöntővel bővült.
A kiegészítő forduló (Andra chansen) szerepe az, hogy eldöntse, melyik további két dal csatlakozik a döntő mezőnyéhez. A válogatók harmadik helyezettjei (összesen öt dal) versenyeznek ebben a szakaszban. Az első, 2002-es Andra chansen során korábbi győztesekből álló zsűri választotta ki a két döntős dalt. 2003 és 2006 között újrajátszották a fellépéseket, majd két szavazási körben választották ki a továbbjutókat. A műsort ekkor vasárnap délután adták le, és kisebb helyszíneken rendezték meg – például 2005-ben a stockholmi Berns Salonger adott neki otthont.
2007-ben az Andra chansen egy teljes értékű válogatóvá nőtte ki magát, melyet szombat este rendeztek meg, és ezzel egy héttel meghosszabbodott a versenysorozatot. A formátum is változott: bevezették a párbajok rendszerét, amelyben ekkor a nyolc dalt előbb négy párba osztották, majd az így továbbjutottakat ismét szembeállították egymással. A második kör két győztese jutott be a döntőbe, ám a döntős dalokat ekkor már nem adták elő újból.
2015-ben a nyolc dalt négy párbajban versenyeztették, a párbajok győztesei rögtön bejutottak a döntőbe, így a döntősök száma tizenkettőre emelkedett.
2022-ben ismét átalakították a rendszert: a kiegészítő forduló új neve elődöntő lett, ahol a nyolc dal két csoportban szerepelt, és mindkét csoport első két helyezettje jutott tovább. 2023-ban az elődöntő formátuma ismét változott: a nyolc dal közül a négy legtöbb szavazatot kapó került a döntőbe. 2024-ben megszűnt az elődöntő különálló műsorként. Helyette az ötödik válogató végén tartottak egy utolsó esélyt jelentő szavazást, ahol a korábbi válogatók harmadik és negyedik helyezettjei, majd 2025 óta csak a harmadik helyezettjei közül további két dal juthat a döntőbe.

### Döntő

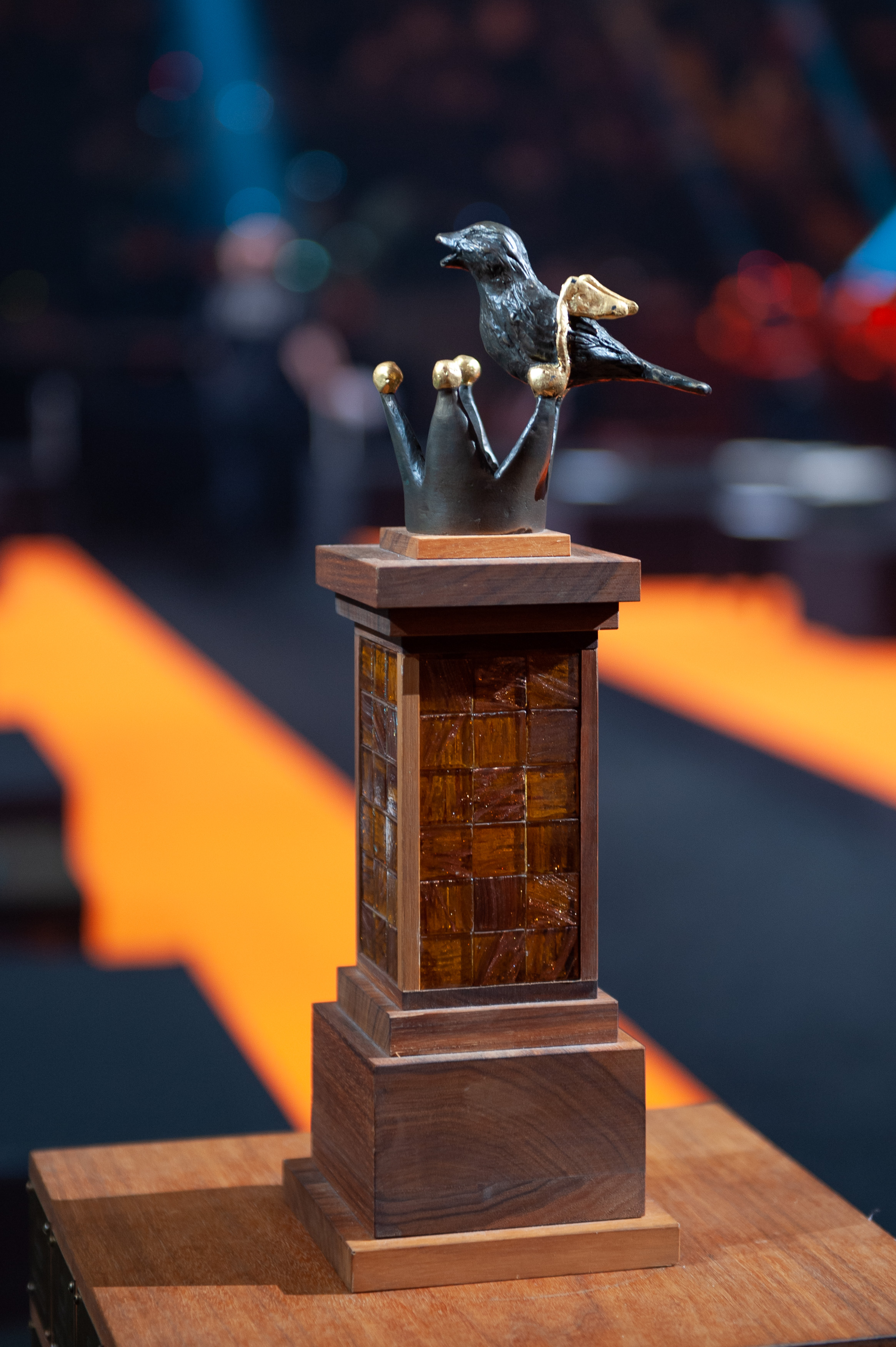
A győztesnek járó Sångfågeln trófea a Melodifestivalen 2019 döntőjében

A döntőt szombat este 20:00-kor rendezik jellemzően március második szombatján. A mezőnyt tizenkét dal alkotja: tíz dal közvetlenül a válogatókból kerül be, kettő pedig az utolsó kvalifikációs szavazásból. (Korábban, 2015 előtt tíz döntős volt, 2009-ben tizenegy, ahol egy nemzetközi zsűri is delegált egy dalt.)
A döntő fellépési sorrendjét a versenyfelügyelők állítják össze az előző héten, ügyelve arra, hogy a hasonló stílusú dalok és előadók ne kerüljenek egymás után. A döntő péntek esti és szombat délutáni főpróbáira gyorsan elfogynak a jegyek, csakúgy, mint magára a döntőre. A rendezvény jelentős turisztikai vonzerőt képvisel: egy 2006-os felmérés szerint a nézők 54%-a más városból érkezett, 6%-uk pedig Svédországon kívülről.
A műsort az Eurovíziós Dalfesztivál közvetítéséhez hasonlóan az EBU emblémájának felvillanása nyitja és zárja, Marc-Antoine Charpentier Te Deum című művének nyitányával kísérve. A dalokat rövid videóbejátszások (úgynevezett képeslapok) vezetik fel. A szavazás ideje alatt showműsorok és korábbi versenyzők fellépései szórakoztatják a közönséget.
A győztes elnyeri Den stora Sångfågeln (magyarul: A nagy énekesmadár) nevű trófeát, amelyet az előző évi győztes ad át. A díjat Ernst Billgren tervezte, 2005-ben mutatták be, és visszamenőleg is odaítélték a korábbi győzteseknek a Alla tiders Melodifestival gálán. A győztes a műsor végén újra előadja nyertes dalát.

## Szavazás

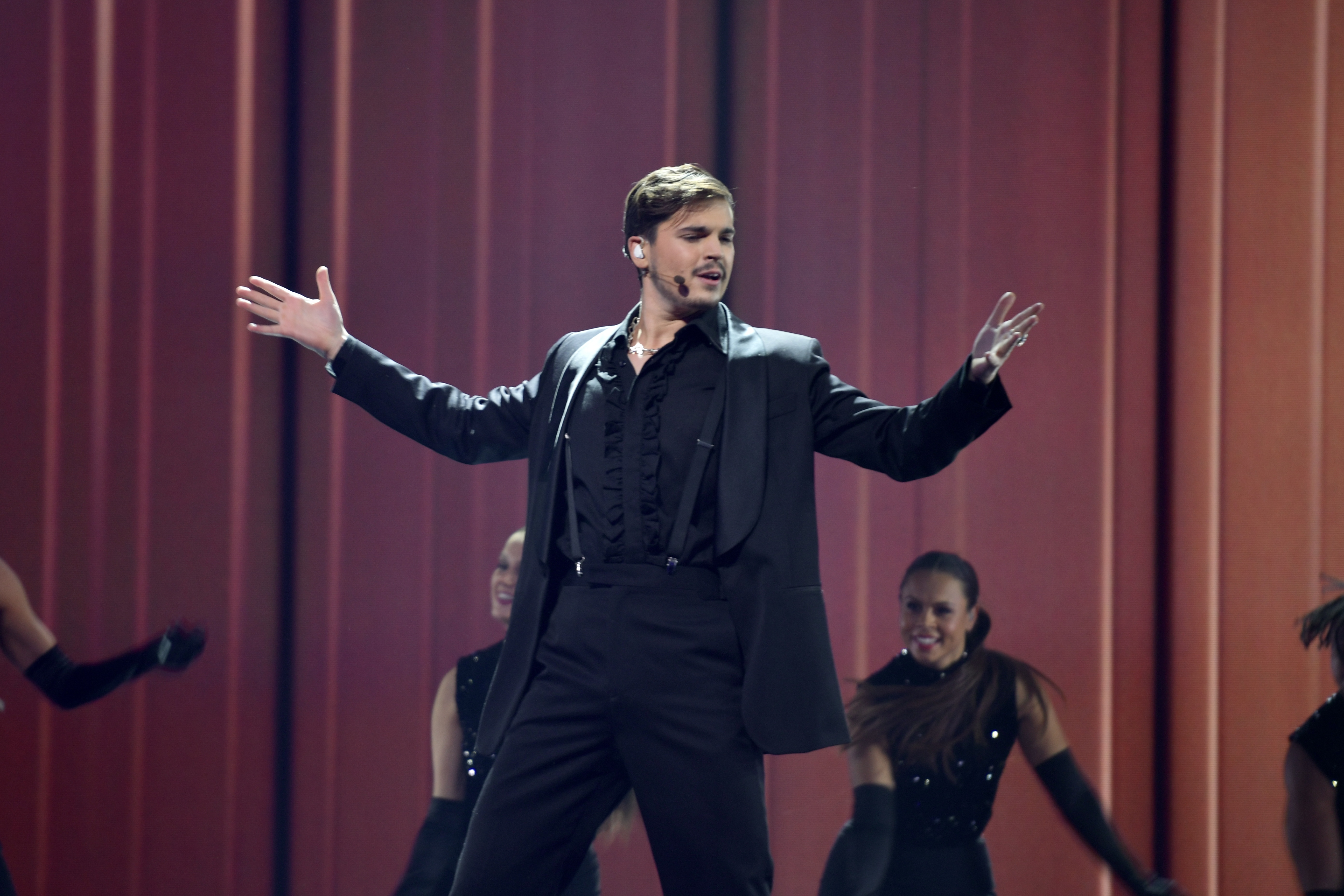
Oscar Zia, a Melodifestivalen 2022 műsorvezetője

A jelenlegi szavazási rendszer bevezetése előtt, 1999-ig a Melodifestivalen győzteséta a regionális vagy korosztályos zsűricsoportok határozták meg. 1993-ban kísérleti jelleggel bevezették a közönségszavazást, de az sikertelennek bizonyult: a svéd telefonhálózat összeomlott a beérkező hívások miatt, a bulvársajtó pedig azt állította, hogy a telefonos szavazás jelentősen megváltoztatta volna a végeredményt. Az esti napilapok közzétették az állítólagos tartalékzsűri szavazatait, amelyek szerint a győztes Arvingarna együttes Eloise című dala csak negyedik lett volna. Az SVT azonban sosem erősítette meg ezeknek az állításoknak a hitelességét.
A jelenlegi szavazási rendszer 1999-ben került bevezetésre, és hasonló az Eurovíziós Dalfesztiválon használt rendszerhez. A döntő szavazása két részből áll: először a zsűrik adják le szavazataikat, majd a közönségszavazás eredményét hirdetik ki. A kiosztott pontok összértéke jellemzően kétszer 473 pont (2018 óta kétszer 638 pont), így a zsűrik és a közönségszavazás egyenlő, 50–50%-os arányt képvisel a végeredményben. A zsűrik (jelenleg nyolc) korábban svéd régiókat képviseltek, 2010 óta azonban az adott évi Eurovíziós Dalfesztiválon részt vevő országokat is. 2017-ig minden zsűri a hét legjobb dalnak osztott pontokat: 1, 2, 4, 6, 8, 10 és 12. 2018 óta az Eurovízióhoz hasonlóan már 1-től 7-ig, majd 8, 10 és 12 pontot adnak ki.
A zsűrik szavazása után a közönségszavazás eredményeit a műsorvezetők ismertetik növekvő sorrendben. 1999 és 2010 között a közönségszavazás pontjai fix értékek voltak: a hét legtöbb szavazatot kapó dal rendre 11, 22, 44, 66, 88, 110 és 132 pontot kapott (2009-ben ezek: 12, 24, 48, 72, 96, 120 és 144 voltak). 2011 és 2018 között a közönségszavazás eredménye arányosan oszlott meg: egy dal például, amely a szavazatok 10%-át kapta, 10%-nyi pontot kapott (473 esetén kb. 47–48 pont; 638-nál kb. 63–64 pont).
2019-től kezdve a közönségszavazást korcsoportokra bontva értékelik: minden csoport saját 1-től 12-ig terjedő pontsort oszt ki (1–7, 8, 10 és 12 pont). A legtöbb összpontszámot elérő dal nyer.
A döntő előtti rádiós felhívás után azonnal megnyílnak a szavazóvonalak, és nyitva is maradnak a zsűriszavazás végéig. Minden dalhoz két telefonszám tartozik: az egyik hívásával a nézők a szavazás mellett az SVT Radiohjälpen jótékonysági akcióját is támogatják, míg a másik csak a szavazásra szolgál. Szavazni SMS-ben is lehet, de kizárólag Svédország területéről.
A zsűrik szavazatait szóvivők ismertetik, akik maguk nem tagjai a zsűriknek. A pontokat növekvő sorrendben olvassák fel: korábban először az egy pontot, végül a tizenkettőt, ma már csak a tizenkettőt. A műsorvezető megismétlte a szóvivő által elmondottakat, például:
Szóvivő: „En poäng till melodi nummer två.” (Egy pont a 2-es számú dalnak.)
Műsorvezető: „En poäng till [dal címe].” (Egy pont [dal címe]-nek.)
2010 óta a szóvivők többsége angolul mondja el a pontokat, a műsorvezetők pedig svédül ismétlik meg őket. A pontokat a bejelentés során grafikus ponttáblázat rögzíti. Az SVT évről évre változtatja a szavazatok kihirdetésének stílusát. Például 2004-ben az Expedition: Robinson valóságshow döntősei adták át a zsűrik pontjait, míg 2006-ban Fredrik Lindström az egyes régiók nyelvjárásaiban olvasta fel azokat.
A Melodifestivalen döntője többször is rekordot döntött a közönségszavazásban: 2007-ben először haladta meg a leadott szavazatok száma a kétmilliót. Amennyiben holtverseny alakul ki, az a dal kerül előrébb, amelyik a közönségszavazáson több pontot szerzett. A verseny történetében eddig kétszer történt holtverseny az első helyen: 1969-ben Tommy Körberg és Jan Malmsjö között, valamint 1978-ban Björn Skifs, valamint Lasse Holm és a Wizex együttes között. Mindkét esetben egy külön szavazás döntött a győztesről, amelyet végül Körberg, illetve Skifs nyert meg.

## Győztesek
| Év   | Előadó                            | Dal (Az Eurovíziós Dalfesztiválon előadott dal címe)             | Dalszerzők                                                                                            | Eredmény az Eurovíziós Dalfesztiválon |
| ---- | --------------------------------- | ---------------------------------------------------------------- | --- | ------------------------------------- |
| 1959 | Brita Borg                        | Augustin                                                         | Ake Gerhard, Harry Sandin                                                                             | 9.                                    |
| 1960 | Siw Malmkvist                     | Alla andra får varann                                            | Ake Gerhard, Ulf Kjellqvist                                                                           | 10.                                   |
| 1961 | Lill-Babs                         | April, April                                                     | Bobbie Ericson, Bo Eneby                                                                              | 14.                                   |
| 1962 | Inger Berggren                    | Sol och vår                                                      | Ake Gerhard, Ulf Kjellqvist                                                                           | 7.                                    |
| 1963 | Monica Zetterlund                 | En gång i Stockholm                                              | Bobbie Ericson, Beppe Wolgers                                                                         | 13.                                   |
|      |                                   |                                                                  | |                                       |
| 1965 | Ingvar Wixell                     | Annorstädes vals (Absent Friend)                                 | Dag Wirén, Alf Henriksson                                                                             | 10.                                   |
| 1966 | Lill Lindfors és Svante Thuresson | Nygammal vals                                                    | Bengt Arne Wallin, Björn Lindroth                                                                     | 2.                                    |
| 1967 | Östen Warnerbring                 | Som en dröm                                                      | Curt Petterson, Marcus Österdahl, Patrice Hellberg                                                    | 8.                                    |
| 1968 | Claes Göran Hederström            | Det börjar verka kärlek, banne mig                               | Peter Himmelstrand                                                                                    | 5.                                    |
| 1969 | Tommy Körberg                     | Judy min vän                                                     | Roger Wallis, Britt Lindeborg                                                                         | 9.                                    |
|      |                                   |                                                                  | |                                       |
| 1971 | Family Four                       | Vita vidder                                                      | Hakan Elmquist                                                                                        | 6.                                    |
| 1972 | Family Four                       | Härliga sommardag                                                | Hakan Elmquist                                                                                        | 13.                                   |
| 1973 | Nova & The Dolls                  | Sommaren som aldrig säger nej (You Are Summer)                   | Monica Dominique, Carl-Axel Dominique, Lars Forssell                                                  | 5.                                    |
| 1974 | ABBA                              | Waterloo                                                         | Benny Andersson, Björn Ulvaeus, Stig Anderson                                                         | 1.                                    |
| 1975 | Lasse Berghagen                   | Jennie, Jennie                                                   | Lasse Berghagen                                                                                       | 8.                                    |
|      |                                   |                                                                  | |                                       |
| 1977 | Forbes                            | Beatles                                                          | Claes Bure, Sven-Olof Bagge                                                                           | 18.                                   |
| 1978 | Björn Skifs                       | Det blir alltid värre framåt natten                              | Peter Himmelstrand                                                                                    | 14.                                   |
| 1979 | Ted Gärdestad                     | Satellit                                                         | Ted Gärdestad, Kenneth Gärdestad                                                                      | 17.                                   |
| 1980 | Tomas Ledin                       | Just nu!                                                         | Tomas Ledin                                                                                           | 10.                                   |
| 1981 | Björn Skifs                       | Fångad i en dröm                                                 | Björn Skifs, Bengt Palmers                                                                            | 10.                                   |
| 1982 | Chips                             | Dag efter dag                                                    | Lasse Holm                                                                                            | 8.                                    |
| 1983 | Carola Häggkvist                  | Främling                                                         | Monica Forsberg, Lasse Holm                                                                           | 3.                                    |
| 1984 | Herreys                           | Diggi-Loo Diggi-Ley                                              | Britt Lindeborg, Torgny Söderberg                                                                     | 1.                                    |
| 1985 | Kikki Danielsson                  | Bra vibrationer                                                  | Ingela Forsman, Lasse Holm                                                                            | 3.                                    |
| 1986 | Lasse Holm és Monica Törnell      | E' de' det här du kallar kärlek?                                 | Lasse Holm                                                                                            | 5.                                    |
| 1987 | Lotta Engberg                     | Fyra bugg och en Coca Cola (Boogaloo)                            | Mikael Wendt, Christer Lundh                                                                          | 12.                                   |
| 1988 | Tommy Körberg                     | Stad i ljus                                                      | Py Bäckman                                                                                            | 12.                                   |
| 1989 | Tommy Nilsson                     | En dag                                                           | Tim Norell, Ola Hakansson, Alexander Bard                                                             | 4.                                    |
| 1990 | Edin-Ådahl                        | Som en vind                                                      | Mikael Wendt                                                                                          | 16.                                   |
| 1991 | Carola                            | Fångad av en stormvind                                           | Stephan Berg                                                                                          | 1.                                    |
| 1992 | Christer Björkman                 | I morgon är en annan dag                                         | Niklas Strömstedt                                                                                     | 22.                                   |
| 1993 | Arvingarna                        | Eloise                                                           | Lasse Holm, Gert Lengtstrand                                                                          | 7.                                    |
| 1994 | Marie Bergman és Roger Pontare    | Stjärnorna                                                       | Peter Bertilsson, Mikael Littwold                                                                     | 13.                                   |
| 1995 | Jan Johansen                      | Se på mig                                                        | Ingela Forsman, Bobby Ljunggren, Hakan Almqvist                                                       | 3.                                    |
| 1996 | One More Time                     | Den vilda                                                        | Nanne Grönvall, Peter Grönvall                                                                        | 3.                                    |
| 1997 | Blond                             | Bara hon älskar mig                                              | Stephan Berg                                                                                          | 14.                                   |
| 1998 | Jill Johnson                      | Kärleken är                                                      | Ingela Forsman, Bobby Ljunggren, Hakan Almqvist                                                       | 10.                                   |
| 1999 | Charlotte Nilsson                 | Tusen och en natt (Take Me to Your Heaven)                       | Gert Längstrand, Lars Diedricsson                                                                     | 1.                                    |
| 2000 | Roger Pontare                     | När vindarna viskar mitt namn (When Spirits Are Calling My Name) | Thomas Holmstrand, Linda Jansson, Peter Dahl                                                          | 7.                                    |
| 2001 | Friends                           | Lyssna till ditt hjärta (Listen To Your Heartbeat)               | Thomas G:son, Henrik Sethsson                                                                         | 5.                                    |
| 2002 | Afro-dite                         | Never Let It Go                                                  | Marcos Ubeda                                                                                          | 8.                                    |
| 2003 | Fame                              | Give Me Your Love                                                | Calle Kindbom, Carl Lösnitz                                                                           | 5.                                    |
| 2004 | Lena Philipsson                   | Det gör ont (It Hurts)                                           | Thomas Eriksson                                                                                       | 5.                                    |
| 2005 | Martin Stenmarck                  | Las Vegas                                                        | Niklas Edberger, Johan Fransson, Tim Larsson, Tobias Lundgren                                         | 19.                                   |
| 2006 | Carola                            | Evighet (Invincible)                                             | Carola, Bobby Ljunggren, Thomas G:son, Henrik Wikström                                                | 5.                                    |
| 2007 | The Ark                           | The Worrying Kind                                                | Ola Salo                                                                                              | 18.                                   |
| 2008 | Charlotte Perrelli                | Hero                                                             | Bobby Ljunggren, Fredrik Kempe                                                                        | 18.                                   |
| 2009 | Malena Ernman                     | La voix                                                          | Fredrik Kempe, Malena Ernman                                                                          | 21.                                   |
| 2010 | Anna Bergendahl                   | This Is My Life                                                  | Bobby Ljunggren, Kristian Lagerström                                                                  | Nem jutott be a döntőbe               |
| 2011 | Eric Saade                        | Popular                                                          | Fredrik Kempe                                                                                         | 3.                                    |
| 2012 | Loreen                            | Euphoria                                                         | Thomas G:son, Peter Boström                                                                           | 1.                                    |
| 2013 | Robin Stjernberg                  | You                                                              | Robin Stjernberg, Linnea Deb, Joy Deb, Joakim Harestad Haukaas                                        | 14.                                   |
| 2014 | Sanna Nielsen                     | Undo                                                             | Fredrik Kempe, David Kreuger, Hamed Pirouzpanah                                                       | 3.                                    |
| 2015 | Måns Zelmerlöw                    | Heroes                                                           | Anton Malmberg Hård af Segerstad, Joy Deb, Linnea Deb                                                 | 1.                                    |
| 2016 | Frans                             | If I Were Sorry                                                  | Oscar Fogelström, Michael Saxell, Fredrik Andersson, Frans Jeppsson Wall                              | 5.                                    |
| 2017 | Robin Bengtsson                   | I Can’t Go On                                                    | David Kreuger, Hamed ”K-One” Pirouzpanah, Robin Stjernberg                                            | 5.                                    |
| 2018 | Benjamin Ingrosso                 | Dance You Off                                                    | MAG, Louis Schoorl, K Nita, Benjamin Ingrosso                                                         | 7.                                    |
| 2019 | John Lundvik                      | Too Late for Love                                                | John Lundvik, Anderz Wrethov, Andreas “Stone” Johansson                                               | 5.                                    |
| 2020 | The Mamas                         | Move                                                             | Melanie Wehbe, Patrik Jean, Herman Gardarfve                                                          | Elmaradt a verseny                    |
| 2021 | Tusse                             | Voices                                                           | Joy Deb, Linnea Deb, Jimmy "Joker" Thörnfeldt, Anderz Wrethov                                         | 14.                                   |
| 2022 | Cornelia Jakobs                   | Hold Me Closer                                                   | Isa Molin, David Zandén, Cornelia Jakobs                                                              | 4.                                    |
| 2023 | Loreen                            | Tattoo                                                           | Jimmy "Joker" Thörnfeldt, Jimmy Jansson, Loreen, Cazzi Opeia, Peter Boström, Thomas G:son             | 1.                                    |
| 2024 | Marcus & Martinus                 | Unforgettable                                                    | Jimmy "Joker" Thörnfeldt, Joy Deb, Linnea Deb, Marcus Gunnarsen, Martinus Gunnarsen                   | 9.                                    |
| 2025 | KAJ                               | Bara bada bastu                                                  | Anderz Wrethov, Axel Åhman, Jakob Norrgård, Kevin Holmström, Kristoffer Strandberg, Robert Skowronski | 4.                                    |